# Bourgondisch kruis

De vlag van de Nederlanden

Het Bourgondisch kruis is in de heraldiek een schuingeplaatst kruis van twee knoestige stokken, soms laurierstokken genoemd, vaak eindigend in breed uitlopend omkrullend loofwerk.
Het kruis lijkt enigszins op het Andreaskruis, dat uit twee gladde balken bestaat. Andreaskruis en Bourgondisch kruis worden zo vaak met elkaar verward dat zelfs de Nederlandse Hoge Raad van Adel de kruisen bij het instellen van de Militaire Willems-Orde en het toekennen van een gemeentewapen verwarde.
In de gemeente Sliedrecht voerde men van 1816 tot 1987 een groot-uitgeschulpt schuinkruis dat door de Hoge Raad van Adel voor een Bourgondisch kruis werd gehouden.
Er zijn twee redenen voor deze verwarring, die in de literatuur nog steeds voortduurt, te geven:
- De hertogen van Bourgondië voerden in hun vaandels een rood, groot-uitgeschulpt schuin kruis.
- De beschermheilige van de hertogen was Sint Andreas, wiens gladde kruis gekanteld (als de letter X) is.

In de Militaire Willems-Orde heeft de spraakverwarring ervoor gezorgd dat de eretekens meer dan een eeuw lang een verkeerd kruis bevatten.
Tegenwoordig wordt het Bourgondisch kruis in Spanje gebruikt als symbool voor het carlisme en in Latijns-Amerika door extreemrechtse creoolse organisaties.

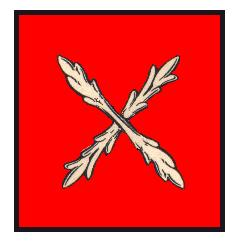
Het heraldisch juiste Bourgondische kruis
Chassé met knoestige stokken
Het wapen van Eijsden
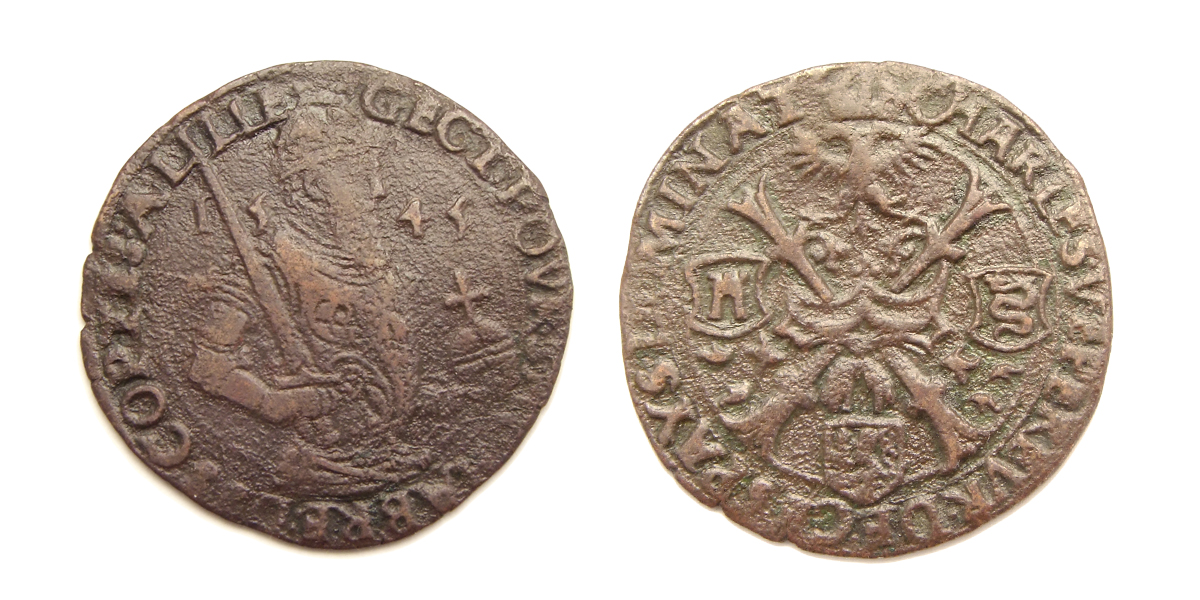
Jeton, Rekenkamer van Keizer Karel V, Rijsel 1545 met een vuurijzer boven Bourgondisch kruis.

adelaar · Agnus Dei · alliantiewapen · andreaskruis · ankerkruis · armoriaal · baldakijn · barensteel · bezant · Bourgondisch kruis · brisure · cartouche · centaur · cordelière · dekkleed · dorpsvlag · dorpswapen· drieberg · dubbelkoppige adelaar · dwarsbalk · fleur de lis · fleuron · Friese adelaar · gaande leeuw · gecarteleerd · Gelderse leeuw · gepaald · gravenkroon · groot wapen · griffioen · hartschild · helmkroon · helmteken · heraldische kleur · herautstuk · hermelijn · hoed · Hollandse tuin · huismerk · Jeruzalemkruis · karbonkel · keizerskroon · keper · koek · kromstaf · kroon · krukkenkruis · kwartier · kwartileren · kwartierzoom · leeuw · markiezenkroon · merlet · molenijzer · motto · muurkroon · nassaublauw · natuurlijke kleur · Nederlandse leeuw · Nederlandse Maagd · ombrellino · ordeketen · palen · pentagram · pijlenbundel · raadselwapen · raaf · respectant · riddertoernooi · rijksbanier · rijkskleuren · rijksstandaard · rijkswapen · roos · Rudolfinische keizerskroon · Saksenros · Saladins Adelaar · scharlakenrood · schildhoofd · schildhouder · schildvoet · schildzoom · schoof · schuinbalk · schuinstreep sinister · sinister · sleutels van Petrus · socialistische heraldiek · sprekend wapen · stadskleuren · standaard · stedenmaagd · ster · tinctuur · vair · vermeerdering · vlag · vorstenhoed · vrijheidshoed · vrijkwartier · vrouwenwapen · wapen · wapenbelasting · Wapenboek Beyeren · Wapenboek Gelre · wapenbord · wapendiploma · wapendier · wapenkast · wapenkoning · wapenmantel · wapenrecht · wapenrol · wapenstier · wapentent · wassende en afnemende maan · Waterlandse zwaan · Westfriese boomwapens · wildeman · wolfsangel · wrong